# 開運!なんでも鑑定団
『開運!なんでも鑑定団』（かいうん!なんでもかんていだん）は、1994年（平成6年）4月19日からテレビ東京系列ほかで毎週火曜日の20:54 - 21:54（JST）に放送されている鑑定バラエティ番組。通称は「鑑定団」「なんでも鑑定団」。民放連賞優秀賞を受賞。

## 概要

### 基本コンセプト
様々な人が持っている「お宝」を、専門家（主に古美術品やアンティークショップの経営者が中心）が鑑定し、番組独自の見解に基づいて値段付けを行う。意外なものが高価な鑑定結果を得たり、高価だと思われていたものが偽物などで安価になってしまうという意外性や、鑑定物に対する蘊蓄が堪能できるのが特徴。鑑定の結果、埋もれていた芸術家や芸術作品が発見されたこともあった。中には清水登之の絵のように、半ばゴミ状態で放置されたボロボロの状態で番組に出品したところ、行方不明になっていた代表作であった事が発覚するという歴史的な発見もあった。第1回放送最初の鑑定品は「徳川家康から拝領した茶碗」であったが、幕末から明治にかけての写物であり12万円だった。
本番組から鑑定・骨董品ブームが起きたが、何でも金銭で換算してしまう点や、美術品をパフォーマンスで見せる点などを疑問に思う美術関係者もいる。しかし、依頼品にまつわる人々の熱かったり切なかったりする思い入れや、鑑定結果に一喜一憂する依頼人の表情などは人間味にあふれ、鑑定を単なる金銭的評価のみに終わらせていない。また、鑑定結果が出る前には、これから鑑定する依頼品に対する予備知識の解説が入る。そこでは、製作者の生い立ち、歴史的背景などのほか、作風、作品の見方、味わい方などが紹介される。牧野義雄のように、この番組によって一般に広く知れ渡るようになった芸術家も数多く存在する。
1994年4月の放送開始から2024年4月で30年を突破し、テレビ東京で最も長く続いているバラエティ番組であり、1995年4月から放送継続中の『出没!アド街ック天国』とともに長寿番組の地位を確立している。
番組改編期や年末年始の特番シーズンでも、番組はほぼ休止せずに放送される。世界卓球など大型のスポーツイベントの際も、原則として火曜日は20時台で中継を終了し本番組が放送される。期首特番では、テレビ東京系列の人気番組を総登場させることもあり、そのような回でも（いわゆる「人気番組大集合」ものとしては異例ではあるが）系列外ネット局で放送されることもある。もちろん系列外ネット局では番組宣伝としての要素は意味を成さず、ときには異なる局で放送される番組が登場するケースになることもある。
収録スタジオが東京タワースタジオからテレビ東京天王洲スタジオに変更された2000年10月放送分以降にはハイビジョン化された。当初はスタジオ収録のみハイビジョン映像だったが、2010年7月6日放送分より出張鑑定などロケーション収録・取材映像などもハイビジョン収録となった（それと同時にアナログ放送ではレターボックス化された）。それまではスタジオ収録以外は4:3SDアップコンバート映像で2003年3月放送分までレンガのデザインをかたどったサイドパネル、2003年4月放送分から2010年6月29日放送分までは唐草模様のサイドパネルを付けていた。
1990年代後半頃からのバラエティ番組に見られるなぞりテロップはスタジオパートでは2022年4月頃まで一貫して使われず、ロケ収録や取材映像でもごく一部にとどめられている。ただしサイドテロップなどの装飾は年々増えており、番組ロゴの常時表示や依頼人紹介VTRの時のみワイプで今田らの表情が挿入されるなど、昨今のバラエティ番組の演出も少しずつ取り入れている。2022年10月現在ではスタジオパートでも強調する部分のみ、なぞりテロップが使われているようになっている。「オープン・ザ・プライス」等のやり取りの際はなぞりテロップは使われない。

### 視聴率
番組開始当初は7%程度であったが、半年後の1994年10月頃には18%程度まで上昇した（ビデオリサーチ調べ、関東地区・世帯・リアルタイム。以下略）。さらにテレビ東京では異例の視聴率20%超えを1995年 - 1996年にほぼ毎週記録し（全盛期は22%程度まで上昇したこともあった）、1996年6月11日放送分では23.7%と番組最高視聴率を記録している。
2004年10月に紳助が不祥事を起こしたことで視聴率的に苦戦を強いられ、平均視聴率は10%前半にまで落ち込むようになった。しかし、その時期も地方向けの番組販売（後述）によって乗り切り、平均視聴率15%前後までに回復した。
2009年3月10日放送分において、同日第1位の18.9%を獲得している。また再放送の数字も安定しており、2010年3月7日の再放送でも9.2%とテレ東としては高視聴率をマークしている。
その後は視聴率低下の傾向が見られるものの、視聴率が2桁となる回もあり、テレビ東京の番組の中では高視聴率の部類に入る。

### 番組誕生の由来
番組誕生の由来は、1993年3月『EXテレビ』の火曜日（読売テレビ制作）・最終回放送の中で過去に番組内で放送された「実験的なテレビ番組企画」を一堂に会し、業界向けにプレゼンテーションし、上岡龍太郎および島田紳助のいずれかを司会者に起用することを条件にオークション形式で企画自体を買い取ってもらうというものであった。その中には不定期で放送されていた「家宝鑑定ショー」という企画も出品されていた。これは「偽のお宝を自信満々に持ち込むような学のない金持ちを集め、その鼻を折る」というネガティブコンセプトと「他人の不幸は蜜の味」の気質に根付いた感覚を元に生まれた企画であった。
それがテレビ東京の制作陣の目に留まり、紳助をメインMCとした番組として開始された。
なお、放送作家の高橋秀樹は、「家宝鑑定ショー」がルーツであるとしつつも、原型はイギリスで1979年から放送されているBBCの番組『Antiques Roadshow』であると述べている。
本番組が超人気番組として高視聴率を叩き出していた1995年には、TBSが模倣番組と思われる『世界お宝ハンティング 勝負は目利き』を放送したが、同番組は低視聴率により1年弱で打ち切りになっている。

## 番組の流れ
流れとして基本はゲスト・一般視聴者・出張なんでも鑑定団・一般視聴者の順で、不定期で「幻の逸品買います・私のお宝売ります」が挟み込まれることがある。
2017年9月まではOP→提供前クレ→出演者3人によるあいさつ・短いフリートーク後に1人目の依頼人紹介VTRに移っていたが、2017年10月からはOP→出演者3人によるあいさつ・短いフリートークに移っている。2018年10月からは、回によってはMCあいさつとフリートークをカットし、OP後いきなり1人目の依頼人紹介VTRに移る。この場合は名前テロップを1人目の依頼者登場後に表示し、提供前クレも1回目のCM前に移動する。2021年10月からは提供前クレもBGMが変更となる。
- 依頼人紹介VTR

その日のゲスト及び依頼人の人となりを紹介するVTRが流される。一般視聴者の場合は仕事や趣味などの私生活の紹介後、依頼品の入手経緯や依頼の経緯、お宝にまつわるエピソードが紹介される。ゲストの場合はそれまでの経歴が紹介される。
2回目以降の登場ゲストは経歴紹介がカットされ、OPから依頼人登場へ直接つなぐ形式となる。歴代最多登場ゲストは大橋巨泉で、最後の出演となった2015年5月放送分まで32回も出演を果たした。
- 依頼人・依頼品登場

MC（紳助→今田）の「依頼人の登場です」のコールでセット中央の扉からゲスト・依頼人と依頼品が登場。また、『○○県からお越しの××△△さんです』とアシスタントが紹介する。依頼人が高齢で歩行が困難などといった理由で登場ができない場合は依頼人の登場部分までが割愛され、初めから中央に板付きの状態で紹介される。その後、今田の「お宝オープン！」の合図でアシスタント（依頼品によっては今田と2人で。以前はコンパニオン2人が担当していた）が布をめくり依頼品を発表。依頼者から依頼品に関する大まかな説明が行われる。
- 依頼品紹介VTR

依頼品に関する紹介VTRが流される。主に、依頼品の作者の生涯や、依頼品と同じ作風・同時代の品物などが説明され、最後に依頼品の確認を行う。なお、著名人の場合はない場合がある。
- 鑑定

本間勇輔作曲の楽曲「サスペンス・タッチ」が流れ、番組の鑑定士によって依頼品を鑑定する。鑑定の様子を流す時間はその時々で長さが変化するが、その回最後の鑑定のときはスタッフロールを流す関係上多少長めに時間をとるようになっている。2020年9月現在はスタッフロールを鑑定結果後に流すため、鑑定の様子を流す時間は最後でも短くなった。
- 鑑定額発表

最初に依頼人による本人予想額を発表後、鑑定士が出した鑑定額を今田の「オープン・ザ・プライス!」の合図で、サブMC（石坂→福澤）が鑑定額表示板の横にあるテンキーで入力し、鑑定額を表示させる。鑑定額は一の位から1個ずつ順番に表示され、その際「一・十・百・千・万・十万・百万・千万・億」と、桁がアナウンスされる（当初はこのアナウンスはなかった）。鑑定額表示板は、初期は7セグメント表示で桁のアナウンスはなかったが、後にLED表示（当初は黒と赤の2色、後にフルカラー）になり、桁のアナウンスが追加された。また、依頼人の予想鑑定額と鑑定士の実際の鑑定額が一致すると、福澤の「ジャストミート!」の声とともに番組から鑑定額が一致したことを認める「目利き認定証」が贈られる。この「目利き認定証」が贈られるようになったのは紳助が司会の時代の途中からで、紳助の提案によってこの制度が採り入れられたものである。
発表後は鑑定士から依頼品の真贋や鑑定のポイント、複数品を鑑定した場合は個々の鑑定額を解説する。また、ゲストは画面向かって右に設けられたゲスト席に座って番組に残り、エンディングまで出演、一般視聴者の鑑定にも立ち会う。
四千頭身がゲスト出演した回（2020年3月3日放送分）は、「鑑定額がどんどん上がってゆくが、途中から下がって安値で終わる」という演出が行われた。この演出は四千頭身の持ちネタにあるもので、メンバーの後藤拓実が番組のファンであることから実現したもの。番組内では鑑定額が300万円まで上がり、3000円に下がるというオチがついている。

## 出演者

### MC
- 今田耕司（2011年8月30日 - 2代目MC[注 11]、MC抜擢については後述）
- 福澤朗（2016年4月5日 - フリーアナウンサー・元日本テレビアナウンサー、2016年9月27日まではアシスタントの役目も担っていた）
- 菅井友香（2024年4月23日 - ）[10]

### コーナー
出張!なんでも鑑定団進行、私のお宝売りますアンサー編・幻の逸品買いますアンサー編リポーター
- リポーター
  - 松尾伴内
  - 石田靖（2010年12月14日 - ）
  - 原口あきまさ（2012年7月10日 - ）
  - パックンマックン（パックン・マックン）
  - 飯尾和樹（2019年5月7日 - ）
  - 岡田圭右
  - 内山信二
  - 平子祐希
- アシスタント
  - 吉川七瀬（2024年4月23日 - ）
  - 北川彩（2024年4月 - ）

### 鑑定士
番組開始当初から1999年3月までは、最初のCM明けに本日登場する鑑定士を紹介するVTR「鑑定士軍団 データファイル」が放送されていた。同じく、特殊な鑑定品の場合は「古文書解読団 データファイル」も放送されたことがある。各鑑定士の前にはネームプレートが置かれている（2016年4月5日以降はなし）。
スタジオ時は鑑定士の席順は基本、テレビに向かって一番右（上座）からレギュラーの紹介順に座り、準レギュラーがスタジオ出演時はレギュラーの隣に準レギュラーの紹介順に座り、ゲストが出演時は一番左（下座）に座る。
出張時の鑑定士の席順は基本スタジオ時といっしょの順番だが鑑定する物がある鑑定士のみ出演する。
新型コロナウイルス感染症対策の一環で一時的に鑑定士のパネルしか置かれていない時期もあったが2025年1月現在はスタジオ時はアクリル板がなくレギュラーは全ブロック出演、準レギュラーやゲストは鑑定するブロックの時のみ出演し、鑑定しないブロック時は出演しない。（レギュラーが鑑定するブロック時に前後のブロックで鑑定する準レギュラーやゲストどちらか1名が出演する場合がある）出張時は通常時の場合で一番右（上座）の鑑定士が全て出演しその他の鑑定士が鑑定するブロックの時のみ出演し、鑑定しないブロック時は出演しない。（一番右の鑑定士が鑑定するブロック時に前後のブロックで鑑定するその他の鑑定士どちらか1名が出演する）
以下の鑑定士の紹介順とジャンルはホームページによる。

#### レギュラー（2023年4月現在）
| 氏名       | ジャンル                                                  | 肩書                         | 備考                                       |
| ---------- | --------------------------------------------------------- | ---------------------------- | ------------------------------------------ |
| 中島誠之助 | 焼き物・茶道具                                            | 古美術鑑定家                 | 元・骨董屋「からくさ」店主（2000年に閉店） |
| 北原照久   | レトロ・特撮・アニメ玩具、ミニカー 広告キャラクター・看板 | ブリキのおもちゃ博物館館長   |                                            |
| 安河内眞美 | 日本画                                                    | 「ギャラリーやすこうち」店主 |                                            |
| 山村浩一   | 西洋画・彫刻                                              | 永善堂画廊代表取締役社長     |                                            |

中島と北原は1994年の番組開始当初からレギュラー出演している。

#### 準レギュラー（2023年4月現在）
| 氏名     | ジャンル                            | 肩書                         | 備考 |
| -------- | ----------------------------------- | ---------------------------- | --- |
| 阿藤芳樹 | 西洋アンティーク                    | 「阿藤ギャラリー」代表取締役 | 2016年9月27日までは、レギュラー出演。 |
| 田中大   | 日本画、古文書                      | 「思文閣」代表取締役社長     | 番組を病欠した安河内の代役も務めた。 鑑定時にハンカチで口元を押さえるため 一時「京都のハンカチ王子」と呼ばれていた。                                                            |
| 大熊敏之 | 近代工芸                            | 日本大学教授                 | 前富山大学教授 |
| 澤田平   | 甲冑・古式銃、和時計、 からくり細工 | 「堺鉄砲研究会」主宰         | 稲富流砲術の砲術家師範。日本各地の鉄砲隊の生みの親。 柔道整復・鍼灸院院長。 鑑定のたびに自身のコレクションに関する自慢話を パフォーマンスとともに披露する。鑑定士の中では古参。 |
| 勝見充男 | 古民具                              | 古美術「自在屋」店主         | |
| 増田孝   | 古文書                              | 書蹟史家、愛知東邦大学教授   | 元愛知文教大学副学長、のちに学長。 |
| 山本清司 | 野球全般                            | 「COLLECTIBLES FIELD」代表   | |
| 森由美   | 焼き物・茶道具                      | 陶磁研究家                   | 中島の娘。 |

### ナレーター
- 銀河万丈 - 鑑定依頼品についての解説VTR[注 12]、「出張!なんでも鑑定団」、番組冒頭の内容紹介、番宣ナレーションを担当
- 冨永みーな - 依頼人登場前の紹介VTR、「幻の逸品買います」「私のお宝売ります」のコーナー、出張鑑定の「青春の思い出鑑定大会」の依頼人紹介を担当
  - 2020年の新型コロナウイルスによる影響により、総集編放映時は依頼人紹介が銀河、依頼品解説が冨永という逆転した配役も行われた。また銀河がコロナウイルスに感染し、2020年11月5日から11月16日まで休養した際は、番宣ナレーション、およびコマーシャル前の「CMの後!」を、冨永が担当した。
- 杉本るみ - 出張鑑定の「ご長寿お宝鑑定大会」「美人女将お宝鑑定大会」などの依頼人紹介を担当
- 榊原良子 - 出張鑑定の「ご長寿お宝鑑定大会」の依頼人紹介を担当
- 村山明 - 2017年4月4日から解説放送

## 過去の出演者

### MC
- 島田紳助（番組開始 - 2011年8月23日、初代MC[11]）

紳助と石坂はバランスでキャスティングされていた側面がある。紳助は井上公造の取材に対し、博識で知られる石坂にどうしても出演してほしかったと語っており、石坂なしでは番組が成功しなかったのは、絶対的な事実と述べている。
紳助が資産管理などに詳しいなどあって購入金額の現在価値への換算や評価額・鑑定額について依頼人を煽る役割を担い、依頼人の表情を際立たせる。石坂は自身がコレクターで絵画を描く趣味を持ち、知識と教養からコメントをすることで紳助とバランスを取っている。衣装も同じく、紳助は番組開始以来スーツを着ずにラフな衣装で出演し（ただしスペシャルなど期首特番では他の番組と同様にスーツ姿で出演する場合もある）、石坂はスーツ姿、たまに和装姿を見せる。
2011年8月23日放送分終了直後、紳助が芸能界引退を発表したため、紳助が最後に出演した番組となった。引退会見が火曜日の22時からだったのは、当番組の関係者が対応するための配慮といわれている。
- 石坂浩二（番組開始 - 2016年3月29日[14]まで）

2016年4月7日から2017年9月24日まで派生番組『開運!なんでも鑑定団 極上!お宝サロン』（BSジャパン（当時））のMCを務めた。
第2回の放送（1994年4月26日）では本名の武藤兵吉として依頼人としても登場。19世紀のドイツ製大型オルゴールを出品し、1550万円で鑑定された。また、2019年4月30日放送分「開運！なんでも鑑定団 平成最後のお宝鑑定 スペシャル」にもゲスト出演している。
2014年頃から、発言シーンがカットされるなど、不自然な放送が指摘されていた。

### アシスタント
2016年4月5日 - 9月27日の間は不在
- 山内木の実（初代、1994年4月 - 9月）
- 吉田真由子（二代目、1994年10月11日[2] -  2016年3月29日[14]） - 2代目アシスタント[2]

2015年7月21日放送回で「日本のテレビ番組の女性アシスタント最長記録」を更新した。それまでの1位は『探偵!ナイトスクープ』の岡部まりの20年9カ月だった。
- 片渕茜（テレビ東京アナウンサー、2016年10月4日 - 2024年4月16日、3代目アシスタント、テレビ東京の現職アナウンサーがレギュラー出演者に起用されるのは放送開始から22年半で初めて）[18]

### コーナー
- さまぁ〜ず
- フォークダンスDE成子坂
- 浅草キッド
- 伊集院光 - 出張鑑定・司会
- 福留功男
- なぎら健壱
- 村上ショージ
- 春風亭昇太
- 極楽とんぼ
- 桂小枝（2012年3月6日放送分にはゲスト依頼人として出演）
- 風見しんご
- 越前屋俵太
- 遠峯ありさ（現・華原朋美）
- ボビー・オロゴン
- 彦摩呂
- 大東めぐみ
- かつみさゆり
- 朝岡聡
- 辻よしなり
- 梶原しげる
- ルー大柴
- クミコ
- 住田隆
- 柳家花緑

### コンパニオン
- 高梨もと子
- 仲埜裕貴
- 中島あき
- 吉田香織
- 長戸よの
- 松本彩友美
- 山田明子（真木蔵人と結婚し、真木明子の名で活動）
- 諸岡なみ子
- 綿引さやか
- 新妻さと子
- 青木直子
- 橋本かれん
- 永浜いりあ
- 齋藤菜月（2016年10月 - 降板時期不明。出張!なんでも鑑定団アシスタント、幻の逸品買いますリポーターを兼務）
- 奈津子（2016年10月 - 降板時期不明。出張!なんでも鑑定団アシスタント、幻の逸品買いますリポーターを兼務）

幻の逸品買いますリポーター
  - 福下恵美
  - 大道寛子
  - 平手舞
  - 片岡明日香
  - 相沢礼子
  - 伊藤雅
  - 八田亜矢子
  - 豊岡真澄
  - 庄司ゆうこ
  - 佐藤唯
  - 谷本安衣

ほか

### 鑑定士
太字はレギュラー出演者。なお、渡邉・安岡・岩崎は1994年の放送開始当初から出演していた。
- 渡邉包夫（日本画） - 千葉県文化財保護協会評議員

千葉県夷隅郡大多喜町に住み、自宅の「渡辺家住宅」は重要文化財である。収録の度に大多喜町の自宅から上京していた。通称は「鑑定士軍団の最長老」で、横山大観の弟子でもある。番組の原型となった「EXテレビ」での企画から出演していた。価値の低い品物に対して「これはいけません」や、絵画の鑑定時に「技術的に説明しますと…」というセリフが彼の代名詞だった。
1998年10月14日に死去。番組のオープニングで追悼企画が放送され、やくみつる画の渡邉の似顔絵も披露された。石坂も渡邉の逝去直後は「渡邉人形」を喪章代わりに付けていた。
- 安岡路洋（考古学・民芸品） - 埼玉県立博物館資料評価委員、民具の館「杢魄舎」館長

番組では「埼玉のインディ・ジョーンズ」と紹介されていた。2011年1月30日に死去。
- 岩崎紘昌（西洋アンティーク） - 西洋アンティーク評論家
- 石井久吾（日本画） - 書画専門店「古汲洞」店主

渡邉の高校教員時代の教え子で門下生だった。
- 前野重雄（スポーツ用品） - スポーツグッズ店「流体力学」経営。
- 古川益蔵（漫画） - 漫画家、古書店「まんだらけ」社長
- 柴田光男（日本刀） - 元「刀剣柴田」会長、全国刀剣商業協同組合元会長

番組で刀剣の鑑定と解説を行っていたが、2006年1月21日に肺炎で死去。現在は息子の柴田光隆が日本刀の鑑定を行っている。
- 瀬木慎一（美術） - 美術評論家

2011年3月15日に死去。2010年6月1日放送の出張鑑定「第8回 名画鑑定大会」が最後の番組出演となった。
- 堀秀道（鉱物） -「鉱物科学研究所」所長

2019年1月3日死去。
- 永井龍之介 （西洋画・彫刻) -「永井画廊」代表取締役

### ナレーター
- 郷里大輔（銀河の代役）
- 鶴ひろみ（冨永の産休中の代役）
- 皆口裕子（同上）

## 主なコーナー

### 現在放送中のコーナー
出張!なんでも鑑定団
- MCは基本的に伴内、石田、原口、飯尾、パックンマックンの5組が持ち回りで担当。また、以前はコンパニオンのうちの1人も同行していたが、2020年から24年にかけてのコロナ禍の期間はコンパニオンが廃止されていたため単独でMCを務め、代わりにゲストコメンテーターが1組導入された。鑑定士は内容に応じて2 - 3人が務める。
- 正式名称は「出張!なんでも鑑定団 in ○○（収録地）」で、通称は「出張鑑定」。全国各地の劇場やホールで公開収録、お宝の鑑定を行う。冒頭では、その回の収録地の歴史や名産品などをVTRで紹介する。特別版では海外への出張鑑定も行うことがある。
- お宝紹介の後、依頼者が黒字で本人評価額を書いたボードを司会者の合図で会場全体に見せる（その際、司会者が『ジャカジャン!』と効果音を付けるのが恒例）。鑑定の後、本人評価額のボードに赤字で書かれた鑑定額の結果を司会者の合図で再度会場全体に見せる（評価額と鑑定額が同一の場合は「ピッタリ!」｢お見事!｣「ズバリ!」と書かれる場合もある）。
- 依頼者の本人評価額より上だとその地方独自のお土産、また一致したりすると鑑定士からのプレゼントがある（その際、地元の市町村区長やミス○○、ご当地キャラから寄贈されることが多い）[注 13]。また、その回で（鑑定額に関係なく本人のリアクションやエピソードなどにより）最も注目を集めた依頼者を「今週のMVP」に認定し、番組特製の非売品Tシャツが贈られる（過去には、司会の石坂デザインによるカレンダーをプレゼントしていたことがあった）。
- VTRの最後の鑑定品はその場で鑑定が難しいもの、出演する鑑定士の専門外のもの、価値がかなり高いと思われるものには、鑑定士がボードに「鑑定はスタジオで」または単に「スタジオへ」と書き、依頼人とお宝をスタジオに招いて再鑑定する場合がある。2006年以降はこのような事例がなかったが、2023年2月21日放送回の出張鑑定で17年ぶりに発生[20][21]。1年後の2024年8月6日にも再び起きた。
- 初回はまだ番組自体が知られていなかったため、依頼人が集まらなかったハプニングがあった。

テーマ別鑑定大会
- 特定のジャンルの品物（「石」「スポーツグッズ」「おもちゃ」「切手・コイン」「人形」「鉄道グッズ」など）、特定の職業（「美人女将」「菓子職人」「銀座のママ」「相撲力士」など）や特別な事情（「ご長寿」「借金のカタ」「青春の思い出」「リベンジ」[注 14]「強気のお宝」[注 15]「もめてるお宝」など）を持った依頼人に絞った鑑定大会で、いくつかはシリーズ化されている。大会は地方出張ではなく東京のスタジオでの収録となるが、ごく稀に鑑定品に関連した施設(鉄道博物館、サッカースタジアムなど)などで開催することもある。
- 基本的な流れは出張鑑定に準じているが、司会のほかに芸能人がコメンテーターとしてゲスト出演する。またテーマによっては独自のルールを制定することもある[注 16]。
- 夫婦・親子・兄弟でお宝について決着をつける「もめてるお宝鑑定大会」の回では2人でそれぞれ異なった本人評価額のボードを出し、結果の際に鑑定士が鑑定額に加え「○○の勝ち」と書き加える。

### 不定期放送のコーナー
幻の逸品 買います
- コレクターが幻の逸品を代金と引き換えで譲ってくれる人を募集する。
- 随時、アンサー報告あり。

私のお宝売ります
- 理由あって売りたいお宝を鑑定し、その前後の価格で買い取ってくれる人を募集する。
- 希望価格は依頼者の言い値ではなく鑑定で出され、それ以上の金額からの入札で入札者を番組で募集する入札形式。ただ、必ずしも一番高い金額で入札した人が譲ってもらえるとは限らないようで、最終的に依頼者が落札者を選ぶ。
- 随時、アンサー報告あり。

お宝通信簿
- 自慢のお宝コレクションを鑑定し、目利き度を評価する。

お宝発掘!諸国鑑定めぐり
- 日本全国の歴史のある街に行き、まだ広く知られていないお宝を探してぶらり旅をする。出張鑑定と同じ司会・鑑定士が担当し、鑑定額はその場に設置した電光表示で出す（電光表示は7セグメントのデジタル数字で4桁表示であるため、万単位から千万単位までの表示となる）。

シロウト目利き選手権
- 司会：さまぁ〜ず、松尾伴内、住田隆ほか
- 素人が4 - 5個のお宝の中から一番高い物を当てる。
- 出題された一番高いお宝を見事当てると10万円の賞金が贈られた。
- スタジオで紳助やゲストも同じ問題に挑戦した。紳助らが外した場合、1人1万円の罰金となり、ある一定額まで積み立てられるとお宝が視聴者にプレゼントされた。

日本縦断 お宝探しの旅
- お笑いコンビのはりけ〜んずと素人代表のおじさん1名が日本を旅し、未だ日の目を見ない隠れたお宝を探すという連続ものの企画。
- 当時、人気番組だった日本テレビの『進ぬ!電波少年』の旅企画を意識したものであったが、評判が今一つだったため、3カ月程度で終了した。
- この企画の最終回では、見つけたお宝をスタジオに持ち込み鑑定を行った。

お宝の殿堂
- リポーター：松尾伴内、住田隆
- 過去に番組で鑑定した、高額のお宝のその後を紹介し、殿堂入りを認定する。

## レギュラー出演者不在時の対応

### 石坂の癌治療時
MCの1人である石坂浩二が、2002年に直腸癌手術のため入院し、2カ月程度番組を空けていたことがあった。その間は代役を立てずに紳助が単独で司会を務め、普段石坂が担当する鑑定額表示盤の操作は吉田が代行した。

### MC・島田紳助の不祥事

#### 紳助の傷害事件による謹慎時
司会者の1人である島田紳助が2004年10月に起こした傷害事件で謹慎になったことに配慮してBSジャパンでは放送を一旦打ち切り（当面一時休止）、別の番組『ディスカバリーアース』に差し替えとなったほか、ネット局の再放送も別番組に差し替えとなった。本放送はテレビ東京系列2004年11月2日放送分は収録した日付などテロップを挿入の上で通常通り放送し、翌週の回は、出張鑑定で進行役を務める松尾伴内が代役で登場。
また再放送している局に関しては、11月上旬から一時的に『田舎に泊まろう!』の再放送を流していた。日曜11:54からのテレビ北海道再放送枠も一時的に同様の措置をとっていたが、12月12日から『鑑定団』の再放送を再開した。地上波放送でこれまでの半年ほど前の内容から1カ月ほど前の内容を放送していたが、現在は再び半年ほど前の内容を放送している。
2004年11月16日放送分から当時紳助が所属していた吉本興業の後輩である今田耕司が代役を務めていたが、2005年1月25日放送分に紳助が番組に復帰した。これに合わせて2004年10月末より放送休止していたBSジャパンでの放送が2005年1月27日より再開した。BSジャパンでしか見ることができない地域では本番組が3カ月間まったく視聴できない状況が続いた（BSジャパンでは今田の代役出演の遅れ放送は行われなかった）。
2004年11月16日放送分の視聴率は15.7%、23日は13.1%（いずれもビデオリサーチ調べ、関東地区・世帯・リアルタイム）。

#### 紳助の芸能界引退に伴う対応
紳助が2011年8月に暴力団との交際を理由に芸能界を引退したことに伴い本番組の動向が注目されていたが、テレビ東京側は「番組内容に問題があったわけではない。お宝の鑑定自体が番組のメインで、紳助さんありきの番組ではない」と放送継続を早期に決定。撮り直しとなる2011年8月30日放送分（テレビ東京系列初回放送日）と9月6日・13日放送分の計3回分は、かつて紳助の謹慎時に代役を務めた（前述参照）今田を再度代理司会として起用することが発表された。9月20日放送分以降のMCも今田が務めることになったが、テレビ東京社長の島田昌幸は今田に新MC就任を打診していることを明らかにし、9月14日に今田が新MCに就任することが正式発表された。
また、テレビ東京で8月22日から9月2日までの予定で月曜 - 金曜11:40 - 12:35に放送していた再放送を8月23日で打ち切り、8月24日から9月2日までは『いい旅・夢気分』の再放送に変更。他のテレビ東京系列でも日曜日の再放送を当面の間別番組に変更することになったが、テレビ大阪は9月5日から、テレビ東京は9月11日から、テレビ北海道は10月2日からそれぞれ再放送を再開した。テレビ東京系列局によっては、紳助謹慎時に放送された回（テレビ東京系列初回放送日で2004年11月16日 - 2005年1月18日の間に放送された回）を再放送している局もあった。
遅れネット局における各局の対応は、BSジャパン（当時）では2011年8月18日の放送を最後に一旦打ち切り、後番組につなぎとして9月までBSジャパンオリジナル番組の『ふるさと にっぽんの祭り』の再放送などを放送し、10月から『空から日本を見てみよう』の再放送が組まれることになった。ほとんどの系列外局でも当面の間本放送・再放送とも放送を見合わせ、別番組を放送する対応をとっていたが、テレビ東京系列初回放送日である2011年8月30日放送分の回（今田の司会初登場時の回）からほとんどの系列外局でも9月以降順次放送を再開し、遅れネット局の中で最後まで放送を見合わせていたテレビ長崎も10月15日（土曜日）にテレビ東京系列初回放送日の2011年8月30日放送分から再開したことで、遅れネット局も全局で放送を再開した。なお、2012年1月5日からBSジャパンでもテレビ東京系列初回放送日の2004年11月16日放送分（今田の代理MC登場時の回）より放送を再開することになった。1月中は2004年11月から2005年1月にかけて今田の代理MCを務めていた回を放送していたが、2012年2月2日（テレビ東京系列初回放送日・2011年8月30日放送分）から通常のレギュラー放送を行っている。
なお、紳助引退後も本番組の特番や総集編では、紳助側の許可を得た上で紳助が登場する映像が頻繁に用いられている。

## 主題歌
オープニングテーマ
- ヘルプ! / ビートルズ

歴代エンディングテーマ
- ずっと、そばにいて / 山崎亜弥子
- STEP BY STEP / 小比類巻かほる
- エナジー / AXXL
- Tell Me / 鷹橋敏輝
- 戻りたい戻れない / 浅田真季
- Always With You / 鈴木康博
- 涙をふいてあげる / 合谷羊生
- Get Up My Soul / スターダスト・レビュー
- 今すぐ君に会いに行こう / 赤坂晃
- あらゆる想い / Lisa（呉梨沙）
- ねぇ いいでしょ / VELVET GARDEN
- Just as…I don't wanna fall in love again / Kohhy
- 恋する青春 / HICKSVILLE
- そばにいて / 世古あき子
- Blowin' Free / 森重樹一
- 微熱 / BEREEVE
- Treasure in Heart / 渕上史貴
- 愛は未来 / 冴木杏奈
- Please / Quny
- 僕たちの眠る場所 / SAKU
- 君の物語 / 須藤薫&杉真理
- good bye silence / 田村直美
- Never Change / JOLLY PICKLES
- 海に降る雪 / Shiro
- ハートに火をつけて / THE SURF COASTERS feat.Ryoichi Endo
- Jumpin' to the moon / a.mia
- BOYFRIEND'S ROOKIE / ベッキー
- In the name of love / 田村直美
- INCENTIVE / MY
- 金星ロケット / エイプリルズ
- merry-go-round / angela
- 春だったね / GTP
- Family / PHONES
- 鮪 / 漁港
- 誇り / blue velvet
- 傷跡のバラッド / 怒髪天
- キラリ / フジモトタカコ
- Sound of me / YUME
- SOLITUDE / 高岡由香
- イリス / 谷村新司
- 思い出の宝箱 / Song for Memories
- Walkin' in the rain / Sweep
- 愛が自由すぎて / ラバーフェニックス
- ブラボー! / クミコ
- Malibu walk / 5050
- waltz / CHAGE
- IamSAMURAI / 諸星和己
- メッセージ / ザ・アウトロウズ
- ゆびきり / 彩冷える
- タイムマシン / ドレミ團
- 桜 / 辛島美登里
- きっともっと特別な / 大西洋平（シンガーソングライター）
- Your Way / 原田喧太
- 慕う / 松山千春
- 飛んで / 伊禮俊一
- Star Flight feat. SHIKATA / Fivesta
- 秘密 / BIGMAMA
- 全身全霊LIVES / ダウト
- 飲んで飲んで / パパイヤ鈴木とLiLiCo
- サヨナラパスポート / 宮崎奈穂子
- count down / Lupin
- Zero～はじまりの朝 / 鈴木結女
- 双翼風雅 / Asriel
- 大切な場所 / 森重樹一（fiom ZIGGY）
- UNITED / ノスタルジック-ロジック
- ナイテモイイ / 真桜
- Center Of Your Heart / 大橋歩夕
- SAKURA / Apeace
- あの日のまま / 小比類巻かほる
- Fly Away / Juno Lee
- 鎮恋歌 / 石井里佳
- Soul Flags / Katty
- 涙の鍵 / 中村千尋
- 永遠の月（とわのつき）/ KANA
- ヨーコ / 優河
- 夢追人 / 加藤和樹
- 碧の方舟 / SEIRIOS
- 嫌われたくない / 町あかり
- ダイナマイト★不ユカイ / サイバーニュウニュウ
- コイノアシアト / KANA
- Hey！Mr.アフロメ～ン！ / P.IDL NAGOYA
- interface / 上月せれな
- 東京カラフル / マキタマシロ
- 725 / 戸田桃香
- 今から渋谷で遊ばない？ / C'mon C'mon
- Na Na Na / 夏生奈苗
- カラス / 浜田マロン
- 暁契 / 石戸なつみ
- HANABI /TOKYO RABBIT
- かたすみで / 松山千春
- カタオモイ / sumire
- SUN SHOWER / TOKYO RABBIT
- タカラモノ / 林部智史
- LOVELESS / マキタマシロ
- ラビリンス〜薔薇の蜃気楼〜 / KANA
- マタアウマデ / 高塚駿
- あなたと出逢えて幸せでした / 本間愛花[26]
- 歌の花束 / ボイトレミュージカル
- めぐりめぐって / ハナフサマユ
- Saturday Morning / TOKYO RABBIT
- 太陽になる / 冬月みぃな
- let` s amen / 浜田マロン
- Wings〜Sing your life〜 / 冨永みーな
- 夕闇と僕と遊覧船 / マキタマシロ
- ノってけ!Sunday / TheBiscats
- 星と夢のカケラ / Nanao

## ネット局と放送時間
番組は全編ローカルセールス枠ではあるが、系列局では開始当初を除き、現在では全6局同時ネットとなっている。テレビ愛知では系列局ながら、放送開始から約10年でようやくネットが開始された（対して岐阜放送は時差ネットながら当初からネットしていた）。また、テレビ東京系列（TXN）外の放送局でも多く放送されており、放送対象地域は全国をほぼカバーしているが、京都府・兵庫県は本来の放送対象地域に含まれていない。2022年4月から始まったテレ東系リアルタイム配信では本番組も対象となり全国で視聴できるようになった。
TXN系列外のほとんどの局では週末の昼から夕方に放送しており、再放送を行っている局も週末を中心に多い。ただし当該時間帯に特別番組が組まれている場合、別の時間帯での放送（再放送枠に本放送を入れる局もある）もしくは休止となることがある。
スペシャルの場合、TXN系列局であっても後日放送する局もある。
TXN系のうちテレビ大阪は火曜にプロ野球阪神戦中継を組み、延長オプションを設けているため20:54を越えた時点で休止となり、休止になった回は日曜の再放送枠で遅れ放送されていたが、2012年4月以降は延長となる場合でもHD+SDマルチ編成として20:54からメインチャンネル（071ch・HD）で通常通り本番組を放送し、サブチャンネル（073ch・SD）でプロ野球阪神戦中継が組まれる。
再放送は本放送の翌日または前日の同時間に設定する放送局が多くあり（主として土・日曜12:00 - 13:00）、2日連続同じ時間で番組が視聴できる地域も多い。
テレビ信州、静岡第一テレビ、福井放送、山口放送、テレビ大分、鹿児島読売テレビは毎年8月下旬に「24時間テレビ「愛は地球を救う」」を放送する場合は休止等となり、福島テレビ、石川テレビ、テレビ愛媛、テレビ熊本は「FNSの日」を放送する場合は休止となる。
- 字幕放送は本放送時に
  - 〇…実施
  - ×…非実施

| 放送対象地域   | 放送局                    | 系列                          | 放送時間           | ネット状況 | 字幕放送 | 放送時間（再放送） | 字幕放送（再放送） | 備考                                    |
| -------------- | ------------------------- | ----------------------------- | ------------------ | ---------- | -------- | ------------------ | ------------------ | --------------------------------------- |
| 関東広域圏     | テレビ東京（TX）          | テレビ東京系列                | 火曜 20:54 - 21:54 | 同時ネット | 〇       | 日曜 12:54 - 14:00 | 〇                 | 制作局                                  |
| 北海道         | テレビ北海道（TVh）       | テレビ東京系列                | 火曜 20:54 - 21:54 | 同時ネット | 〇       | 日曜 12:00 - 13:00 | ×                  |                                         |
| 愛知県         | テレビ愛知（TVA）         | テレビ東京系列                | 火曜 20:54 - 21:54 | 同時ネット | 〇       | 日曜 11:55 - 13:00 | 〇                 | [ 注 26 ]                               |
| 大阪府         | テレビ大阪（TVO）         | テレビ東京系列                | 火曜 20:54 - 21:54 | 同時ネット | 〇       | 日曜 12:54 - 14:00 | 〇                 |                                         |
| 岡山県・香川県 | テレビせとうち（TSC）     | テレビ東京系列                | 火曜 20:54 - 21:54 | 同時ネット | 〇       | 日曜 13:00 - 14:00 | ×                  | [ 注 27 ]                               |
| 福岡県         | TVQ九州放送（TVQ）        | テレビ東京系列                | 火曜 20:54 - 21:54 | 同時ネット | 〇       | 日曜 14:54 - 16:00 | ×                  | [ 注 28 ]                               |
| 岐阜県         | 岐阜放送（GBS）           | 独立局                        | 火曜 20:54 - 21:54 | 同時ネット | 〇       | 日曜 12:00 - 13:00 | ×                  | [ 注 29 ]                               |
| 滋賀県         | びわ湖放送（BBC）         | 独立局                        | 火曜 20:54 - 21:54 | 同時ネット | 〇       | 日曜 13:00 - 14:00 | ×                  |                                         |
| 奈良県         | 奈良テレビ（TVN）         | 独立局                        | 火曜 20:54 - 21:54 | 同時ネット | 〇       | 日曜 11:30 - 12:30 | ×                  | [ 注 30 ]                               |
| 和歌山県       | テレビ和歌山（WTV）       | 独立局                        | 火曜 20:54 - 21:54 | 同時ネット | 〇       | 日曜 12:00 - 13:00 | ×                  | [ 注 31 ]                               |
| 三重県         | 三重テレビ（MTV）         | 独立局                        | 金曜 20:55 - 21:55 | 遅れネット | ×        | 日曜 14:00 - 15:00 | ×                  |                                         |
| 岩手県         | テレビ岩手（TVI）         | 日本テレビ系列                | 土曜 13:30 - 14:30 | 遅れネット | 〇       | 土曜 14:30 - 15:30 | 〇                 | [ 注 32 ]                               |
| 長野県         | テレビ信州（TSB）         | 日本テレビ系列                | 日曜 11:55 - 12:55 | 遅れネット | 〇       | 土曜 13:30 - 14:30 | 〇                 |                                         |
| 静岡県         | 静岡第一テレビ（SDT）     | 日本テレビ系列                | 日曜 12:00 - 13:00 | 遅れネット | ×        | 木曜 10:30 - 11:30 | ×                  | [ 注 33 ]                               |
| 山口県         | 山口放送（KRY）           | 日本テレビ系列                | 日曜 12:00 - 13:00 | 遅れネット | ×        | 土曜 13:30 - 14:30 | ×                  | [ 注 34 ]                               |
| 鹿児島県       | 鹿児島読売テレビ（KYT）   | 日本テレビ系列                | 日曜 12:00 - 13:00 | 遅れネット | ×        | 土曜 10:25 - 11:25 | ×                  | [ 注 35 ]                               |
| 青森県         | 青森朝日放送（ABA）       | テレビ朝日系列                | 金曜 15:20 - 16:20 | 遅れネット | ×        | 月曜 15:20 - 16:20 | ×                  | [ 注 36 ] [ 注 37 ]                     |
| 宮城県         | 東日本放送（khb）         | テレビ朝日系列                | 土曜 12:55 - 13:59 | 遅れネット | ×        | 日曜 15:25 - 16:30 | ×                  |                                         |
| 山形県         | 山形テレビ（YTS）         | テレビ朝日系列                | 土曜 9:30 - 10:30  | 遅れネット | ×        | 日曜 15:30 - 16:30 | ×                  |                                         |
| 広島県         | 広島ホームテレビ（HOME）  | テレビ朝日系列                | 日曜 16:25 - 17:30 | 遅れネット | ×        | 土曜 12:00 - 13:00 | ×                  | [ 注 38 ]                               |
| 富山県         | チューリップテレビ（TUT） | TBS系列                       | 土曜 12:00 - 13:00 | 遅れネット | 〇       | 日曜 13:00 - 14:00 | 〇                 | [ 注 39 ]                               |
| 鳥取県・島根県 | 山陰放送（BSS）           | TBS系列                       | 日曜 13:00 - 14:00 | 遅れネット | 〇       | 木曜 15:49 - 16:50 | ×                  |                                         |
| 高知県         | テレビ高知（KUTV）        | TBS系列                       | 日曜 10:00 - 11:00 | 遅れネット | 〇       | 土曜 12:00 - 13:00 | 〇                 | [ 注 40 ]                               |
| 沖縄県         | 琉球放送（RBC）           | TBS系列                       | 日曜 9:54 - 10:55  | 遅れネット | 〇       | 月曜 13:55 - 14:55 | 〇                 | [ 注 41 ]                               |
| 秋田県         | 秋田テレビ（AKT）         | フジテレビ系列                | 土曜 15:30 - 16:30 | 遅れネット | ×        | 土曜 10:00 - 11:00 | ×                  | [ 注 42 ]                               |
| 福島県         | 福島テレビ（FTV）         | フジテレビ系列                | 日曜 12:00 - 13:00 | 遅れネット | 〇       | 土曜 12:00 - 13:00 | 〇                 | [ 注 43 ]                               |
| 新潟県         | NST新潟総合テレビ（NST）  | フジテレビ系列                | 土曜 16:30 - 17:30 | 遅れネット | ×        | 日曜 12:55 - 14:00 | ×                  | [ 注 44 ]                               |
| 石川県         | 石川テレビ（ITC）         | フジテレビ系列                | 日曜 12:00 - 13:00 | 遅れネット | 〇       | 土曜 12:00 - 13:00 | ×                  | [ 注 45 ] [ 注 46 ]                     |
| 愛媛県         | テレビ愛媛（EBC）         | フジテレビ系列                | 日曜 13:00 - 14:00 | 遅れネット | ×        | 土曜 13:00 - 14:00 | ×                  | [ 注 47 ] [ 注 48 ]                     |
| 長崎県         | テレビ長崎（KTN）         | フジテレビ系列                | 土曜 12:00 - 13:00 | 遅れネット | ×        | 日曜 12:00 - 13:00 | ×                  | [ 注 49 ]                               |
| 熊本県         | テレビ熊本（TKU）         | フジテレビ系列                | 日曜 12:00 - 13:00 | 遅れネット | ×        | 土曜 12:00 - 13:00 | ×                  | [ 注 50 ]                               |
| 大分県         | テレビ大分（TOS）         | 日本テレビ系列 フジテレビ系列 | 日曜 12:00 - 13:00 | 遅れネット | 〇       | 月曜 9:50 - 10:50  | ×                  | [ 注 51 ] [ 注 52 ]                     |
| 徳島県         | 四国放送（JRT）           | 日本テレビ系列                | 土曜 13:30 - 14:30 | 遅れネット | ×        | -                  | -                  | [ 注 53 ]                               |
| 山梨県         | テレビ山梨（UTY）         | TBS系列                       | 土曜 16:00 - 17:00 | 遅れネット | 〇       | -                  | -                  | [ 注 54 ] [ 注 55 ]                     |
| 宮崎県         | 宮崎放送（mrt）           | TBS系列                       | 木曜 10:25 - 11:20 | 遅れネット | 〇       | -                  | -                  | [ 注 56 ]                               |
| 佐賀県         | サガテレビ（STS）         | フジテレビ系列                | 土曜 12:00 - 13:00 | 遅れネット | ×        | -                  | -                  |                                         |
| 福井県         | 福井放送（FBC）           | 日本テレビ系列 テレビ朝日系列 | 日曜 12:00 - 13:00 | 遅れネット | ×        | -                  | -                  |                                         |
| 日本全域       | BSテレ東                  | BS放送（テレビ東京系列）      | 木曜 19:54 - 20:54 | 遅れネット | 〇       | -                  | -                  | [ 注 57 ] [ 注 58 ] [ 注 59 ] [ 注 60 ] |

## スタッフ
- ナレーター：銀河万丈、冨永みーな
- TD：石田和良（以前はCAM）
- CAM：為末和寛、井上渉、浅利英昭（週替り）
- VE：杉山博紀
- VTR：佐久間元貴、畑中陶太、浦崎二奈、小出一貴、関口雄八、辻源之、高橋健、永井貴也、椎名衣美、宮前早智、持塚浩司（持塚→以前はVE）、川俣仁、長山翔一、高橋瑞希、佐原和彦、新井加奈、荻原実希（週替り）
- MIX：遠藤孝明
- LD：新井香澄、大郷智広（週替り）
- 美術：須田将好
- デザイン：高(髙)井美貴、佐藤裕乃
- TK：小宮高子
- ヘアメイク：せきさゆり
- CG：ぴーたん
- テロップデザイン：安居院一展
- 音効：齋藤紅巳
- EED：中村武、大野雅信（大野→一時離脱→復帰）（週替り）
- MA：杉本奈穂
- 広報：日比野壇（テレビ東京）
- 技術協力：テクノマックス、千代田ビデオ、LOOP、3one
- ディレクター：玉谷健、城戸口将史、渡邉かおり、馬渕賀生、山村彩美、松下亜希子、増島裕子 他（週替り）
- 演出：田淵朝子、森住俊祐、松本慎一 他（週替り）
- 総合演出：白井まみ子、永良龍彦、森重覚朗（共に以前はディレクター）（週替り）
- プロデューサー：高砂佳典・水野亮太（テレビ東京）、杉山麗美（ネクサス）
- 製作：テレビ東京、NEXUS

### 過去のスタッフ
- 演出：谷俊和、野中和哉、佐々木淳、根岸善一郎、飯島秀治
- プロデューサー：中尾哲郎・脇坂清人・高瀬義和・岡田英吉・内田久善（テレビ東京）、田中峰雄・中村準一・光森明・竹野篤（ネクサス）
- AP：内田智子、高橋里香
- 広報：伊藤淳也・松坂忠光・笹原七重・山本薫・横川秀樹・魚田英孝・山室泰造（山室→一時離脱→復帰）・鈴木園子・田窪容子（テレビ東京）
- 構成：中丸智司、渡邊健一、古井知克、宮田浩史、林あさひ、川島浩司、吉野宏、山口美穂、高橋松博、小縣芳仁
- TD：竹内勝治、池本博仁、西巻昭夫、辻和美（辻→以前はCAM）
- VE：福田久二
- VTR：検校義孝、玉山秀隆
- MIX：鈴木誠司、中村昌昭、山羽稔
- 音声：橋爪繁輝
- 照明：樋口章一、三浦弘、翁美希子
- デザイン：田原慈子、宮崎守弘
- 美術：松澤健、高谷寿
- ヘアメイク：星野樹、尚司芳和、立身恵、向井マキ
- スタイリスト：波多野としこ、のてひろこ、菅原田鶴子、風間千代子
- 音効：岡田貴志、河手康良
- タイトル：山口寿人、白川隆二
- EED：小林淳也、村井和彦、三浦浩明、高橋伸一、角田丈太朗
- MA：堤智浩、石高幹士、村田昌栄
- CG：中川敦之
- ブレーン：高瀬真尚（以前は構成）
- 技術協力：ACT（テクノマックス合併前）、クロステレビビジョン、マジカル
- 美術協力：オーリス株式会社、ブリッツタイム株式会社、AEDサポートセンター、テルミック（テルミ→以前は電飾）、TIME
- 音楽協力：テレビ東京ミュージック

## BSジャパン（現:BSテレ東）・鑑定団スピンオフ

### 目からウロコの骨董塾
2010年10月7日から2012年3月29日までBSジャパン（現・BSテレ東）で本番組の次の木曜 21:00 - 21:54に放送されていた本家のスピンオフ番組。本家の鑑定士が講師として出演。司会は草野満代、塾長は中島誠之助が務め、ナレーションは本家と同じく銀河万丈と冨永みーなが務める。 ちなみに司会を務める草野は2011年9月6日放送分の本家番組にもゲストとして出演している。

### 極上!お宝サロン
2016年4月7日から2017年9月24日まで、BSジャパン（現・BSテレ東）で放送された派生番組。本時間帯でスピンオフ番組が放送されるのは前述の『目からウロコの骨董塾』以来4年ぶりである。『開運!なんでも鑑定団』の前司会である石坂浩二が特定のジャンルに造詣の深いコレクターをゲストに招き、そのジャンルの魅力やゲストのコレクター活動、またゲストの持つジャンルの逸品などをゲストと共に解説する番組。スタジオのセットが石坂の運営管理しているサロンであるという設定になっている。放送時間は、2016年度は、木曜 21:00 - 21:54、2017年度上半期は、日曜 21:00 - 21:54に放送。
石坂は番組終了後、2017年度下半期の半年間、この番組と同じ日曜21時枠で後継番組『石坂浩二のニッポン凄い人名鑑』を担当していた。

#### 出演者
ナレーターは『開運!なんでも鑑定団』と共通。
- サロンの主：石坂浩二
- コンシェルジュ： 松丸友紀（テレビ東京アナウンサー） - 2016年度
- コンシェルジュ：水原恵理（同上） - 2017年度上半期

#### ネット局
| 放送対象地域 | 放送局                     | 系列                      | 放送時間           | 備考                                                                     |
| ------------ | -------------------------- | ------------------------- | ------------------ | ------------------------------------------------------------------------ |
| 日本全域     | BSジャパン（現：BSテレ東） | BS放送 （テレビ東京系列） | 日曜 21:00 - 21:54 | 【制作局】 2016年度は、鑑定団アワー 第2部として木曜21:00 - 21:54に放送。 |
| 岐阜県       | 岐阜放送（GBS）            | 独立局                    | 木曜 20:00 - 20:54 |                                                                          |
| 滋賀県       | びわ湖放送（BBC）          | 独立局                    | 水曜 12:00 - 12:55 |                                                                          |
| 奈良県       | 奈良テレビ（TVN）          | 独立局                    | 土曜 12:00 - 12:55 |                                                                          |
| 和歌山県     | テレビ和歌山（WTV）        | 独立局                    | 金曜 14:00 - 14:54 | 2016年度は、金曜12:00 - 12:54に放送。                                    |

| 放送対象地域   | 放送局                | 系列           | 放送時間           | 備考              |
| -------------- | --------------------- | -------------- | ------------------ | ----------------- |
| 山形県         | 山形テレビ（YTS）     | テレビ朝日系列 | 月曜 15:00 - 15:55 | 2016年9月12日まで |
| 岡山県・香川県 | テレビせとうち（TSC） | テレビ東京系列 | 火曜 15:20 - 16:20 | 2017年3月28日まで |

この他、広島ホームテレビ（広島県・テレビ朝日系列）でも深夜枠などで不定期放送したことがある。
| BSジャパン（現・BSテレ東） 木曜21:00 - 21:54枠                        | BSジャパン（現・BSテレ東） 木曜21:00 - 21:54枠 | BSジャパン（現・BSテレ東） 木曜21:00 - 21:54枠       |
| 前番組                                                                | 番組名                                         | 次番組                                               |
| --------------------------------------------------------------------- | ---------------------------------------------- | ---------------------------------------------------- |
| 日経スペシャル ガイアの夜明け 【テレビ東京制作・金曜18:00枠に枠移動】 | 開運!なんでも鑑定団 極上!お宝サロン            | 空から日本を見てみようplus 【火曜20:00枠より枠移動】 |
| BSジャパン（現・BSテレ東） 日曜21:00 - 21:54枠                        |                                                |                                                      |
| にっぽん真発見                                                        | 開運!なんでも鑑定団 極上!お宝サロン            | 石坂浩二のニッポン凄い人名鑑                         |

## テレビドラマ
番組を題材とした2時間ドラマ『「開運! なんでも鑑定団」殺人事件』が『女と愛とミステリー』枠で制作され、BSジャパンで2001年6月17日、地上波では同年6月20日に放送された。タイトルの通り劇中劇として本番組も登場し、当時の司会だった紳助・石坂・吉田の3名が出演している。

## その他
- 高齢であったり、心臓に持病がある出演者（依頼人など）が、鑑定結果にショックを受けて万が一の事態が発生した場合等を考慮し、紳助の要望により、2010年からスタジオ内に自動体外式除細動器（AED）が設置された[37]。番組内での紳助の説明によると、特定のテレビ番組のためにAEDを設置したのは、本番組が初めてである。なお、出張鑑定の「ご長寿お宝鑑定大会」シリーズでも同様の理由でステージ上に看護師や血圧計がスタンバイされている。
- 推理小説家の西村京太郎は代表作である十津川警部シリーズの一編として、「姫路・千姫殺人事件」という作品を2002年に発表している。出演者等の名前は架空のものに変更されているが、「火曜日の夜9時に放送」という一節や捜査のため東京タワースタジオを訪れるなど、本作をモチーフとした描写が多く見られる。西村は後年（2018年4月24日放送分）本番組にゲスト出演した際にも同作に言及している。
- 台湾でも国興衛視で『稀世珍寶!開運鑑定團』というタイトルで放送されている。もともとは「開運鑑定團」のタイトルだったが、一時打ち切りのころに他局がまったく同じ名前の占い番組をスタートしたため、この番組が台湾で復活するときに『稀世珍寶!開運鑑定團』に改題したものである。
- 以前は鑑定士待機席が回転し、焼き物や骨董などの小さいものはその奥で石坂と鑑定士軍団が鑑定。それをモニターで他の出演者、依頼人、観客が見ていた。現在は物の大小にかかわらず依頼人の目の前で鑑定を行うようになった。
- 1998年5月12日放送で、依頼人が番組に持ち込んだ古文書に「こちらは、アイヌが反乱を起した時に書かれた松前藩の報告書」とナレーションに対し視聴者から「反乱」などという表現はアイヌ民族が悪いことをしたような印象を与えるという抗議があり、5月19日放送で、「反乱」を「アイヌと松前藩の戦い」という表現に訂正した。[38]
- 2010年6月22日に放送の江戸時代中期制作の将棋盤と水無瀬兼成が直筆した象牙の駒の鑑定額（2120万円）が妥当ではないと2010年8月9日に日本将棋連盟が抗議を表明した[39]。
- 2011年11月22日の放送で放送900回を迎えた。同日は900回記念SPとして、19:54 - 21:54の2時間SPを放送することになった（同時ネット局では『ありえへん∞世界』からステブレレスで接続。ただし、岐阜放送は『ありえへん∞世界』が未放送であるため除く）。
- 2012年7月31日はテレビ東京とTXN系列各局でロンドンオリンピックの中継が21:00 - 翌1:00に組まれるためオリンピック中継の同時放送を行わない（というより放送権の都合上放送できない）岐阜放送・びわ湖放送・奈良テレビ・テレビ和歌山を含めて本番組自体を休止。系列外同時ネット局のうち、びわ湖放送は再放送を編成して本番組の通常放送を行なったが、その他の局は別番組に差し替えた[注 61]。また、ロンドンオリンピック中継の編成で本番組が1週分休止となることから、遅れネット局では遅れ日数が1週分短縮あるいは1週分放送休止の対応がとられた（局により対応が異なる）。
- 2013年11月12日の放送で放送1000回を迎えた[2]。同日は19:54 - 22:48の3時間SPを放送。『史上最大のお宝大集合』と銘打ち、通常の鑑定に加えて、過去に登場した高額品を依頼人と共にスタジオに招く「もう一度見たい!思い出の名品・焼物」、過去の鑑定額が高額だったゲスト6人による「歴代高額鑑定ゲスト大会」、番組の初回放送や高額鑑定品ベスト5などの「過去の名場面集」が放送された。
- 2016年11月から直前の『ありえへん∞世界』出演者が当番組に出演し、『ありえへん』で探した名品を鑑定する合体企画が不定期に行われた。またその合体企画時には、通常はジャンクション・ステブレ入り接続をステブレレスに変更していた。なお2019年4月からは『ありえへん』（または『火曜エンタ』拡大版）との接続が毎回ステブレレスに変更された。
- 2019年10月8日には直前の『火曜エンタ』拡大版で、当番組の特別版『これが日本の新常識!なぜあの歴史は消えたのか?』を放送[40]、当番組の今田と福澤、そして片渕アナが司会を務めた。
- 2022年10月4日は通常の放送枠に『世界卓球2022団体戦女子グループリーグ 日本×ウズベキスタン』中継が編成（20:00 - 21:54）されたため、149分繰り上げ35分拡大の18:25 - 20:00に「特別編 超絶お宝一挙大公開スペシャル」を放送。過去放送回の中から名場面を抜粋した総集編的内容となっている。

### 記録
2024年6月時点での番組史上最高額の鑑定品は、2005年9月27日放送分で記録された「柿右衛門様式の壺」で、鑑定額は5億円である。一方最低額は、0円が複数回出たことがある。
なお第1回から第999回までで番組内で鑑定した鑑定品は77781点、鑑定総額は172億5698万4079円。
鑑定額1億円以上だった品物
| 順位 | 依頼品                                        | 鑑定額      | 放送日         |
| ---- | --------------------------------------------- | ----------- | -------------- |
| 1    | 柿右衛門様式の壺                              | 5億円       | 2005年9月27日  |
| 2    | 絵画15点                                      | 4億3000万円 | 2019年4月30日  |
| 3    | 世界のポスター122点                           | 3億5000万円 | 2001年4月10日  |
| 4    | 中国宋時代の版本「韓昌黎集」9冊               | 3億円       | 2025年4月1日   |
| 5    | マリリン・モンロー「七年目の浮気」衣装        | 2億円       | 2004年4月6日   |
| 5    | 古代中国の青銅器                              | 2億円       | 2010年12月14日 |
| 7    | 西洋アンティーク各種                          | 1億9400万円 | 2003年9月30日  |
| 8    | 七宝焼の香炉                                  | 1億8000万円 | 2005年4月19日  |
| 8    | 宮沢賢治の手紙                                | 1億8000万円 | 2008年10月14日 |
| 10   | 虎の彫刻・ヒスイの彫刻・馬101頭の彫刻         | 1億5000万円 | 1996年12月3日  |
| 10   | イエローダイヤモンド                          | 1億5000万円 | 2012年8月28日  |
| 12   | ロールスロイスファントムCI                    | 1億3000万円 | 1996年8月27日  |
| 12   | アポロ17号ロン・エヴァンスの船内服            | 1億3000万円 | 2009年8月11日  |
| 14   | アンディー・ウォーホルの絵                    | 1億2000万円 | 2003年12月23日 |
| 15   | ディズニーアニメのモデルシートとスケッチ328枚 | 1億円       | 2003年4月8日   |
| 15   | 堆黒盆                                        | 1億円       | 2010年8月31日  |
| 15   | 棟方志功作「二菩薩釈迦十大弟子」              | 1億円       | 2012年11月6日  |

### 「曜変天目」
2016年12月20日放送の『開運!なんでも鑑定団』において、中島誠之助が出品された天目茶碗を「曜変天目茶碗」「4点目」と鑑定した。
しかし、2017年12月、中国福建省のテレビ局の取材に対して同国の陶芸家・李欣紅（りきんこう）がこの茶碗が自身の作であると証言。2018年1月17日、TBSで放送のテレビ番組『ビビット』でこの問題が取り上げられ、李が「骨董品のレプリカです。私が作ったもので間違いないです。およそ1400円で販売していました」と話すインタビューが放送された。